# Joseph Kenyon
Joseph Kenyon là một cầu thủ bóng đá người Anh thi đấu ở vị trí tiền vệ cánh. Sau khi khởi đầu sự nghiệp ở bóng đá non-league với Failsworth, ông thi đấu 29 trận ở Football League cho Burnley mùa giải 1906-07.